# Archäologisches Museum Afyonkarahisar

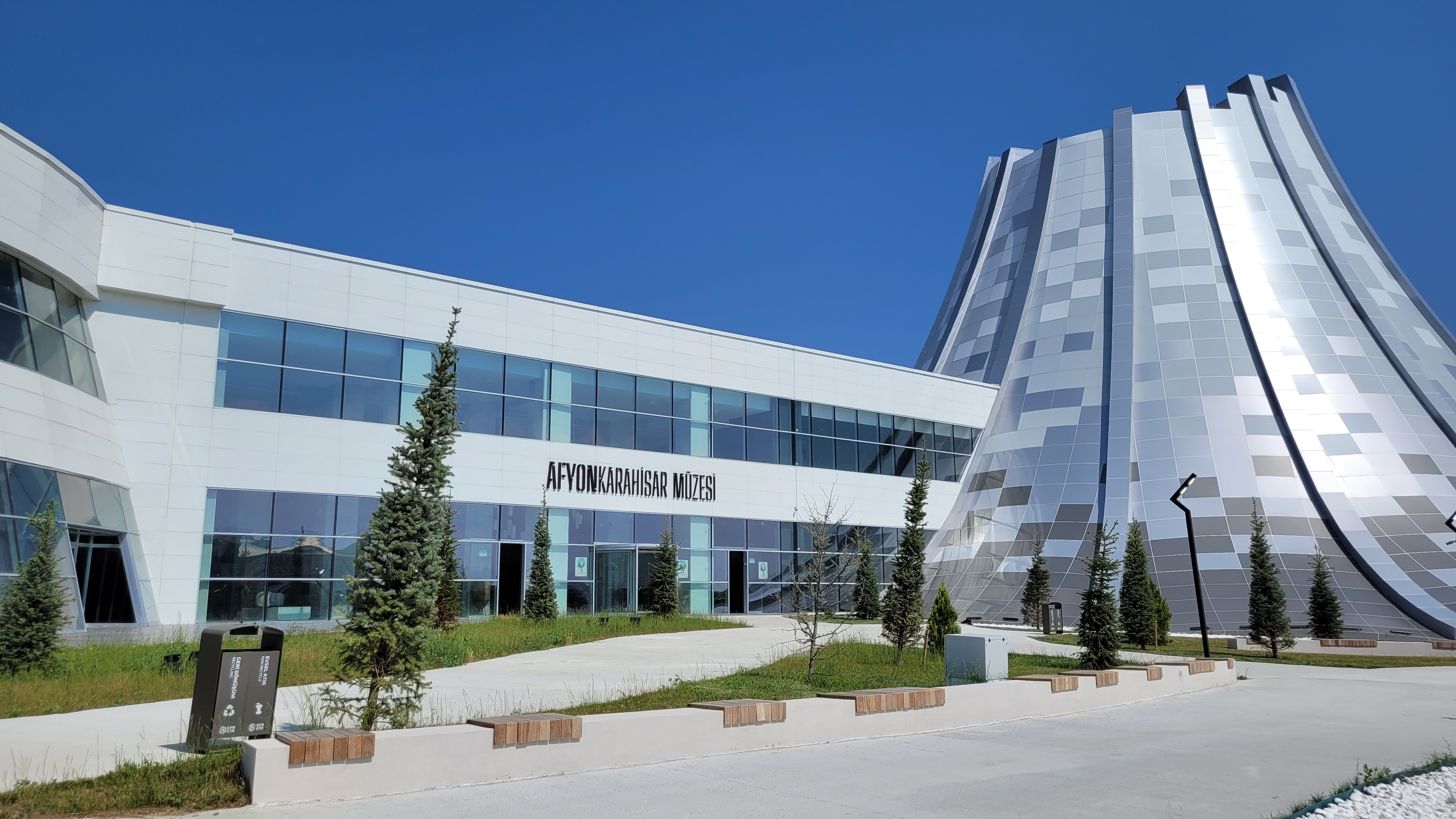
Neubau des Museums

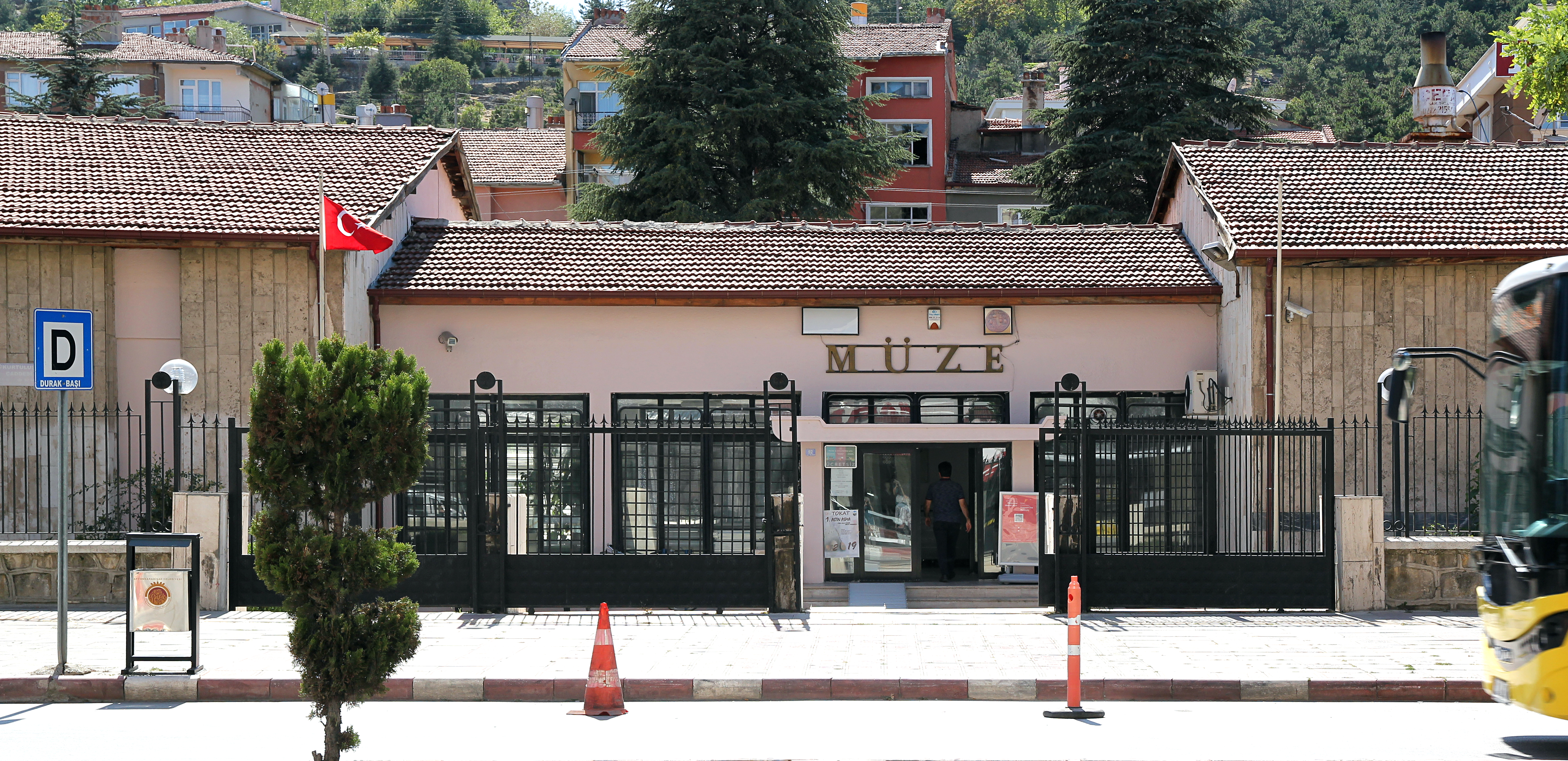
Gebäude des alten Archäologischen Museum Afyonkarahisar

Das Archäologische Museum Afyonkarahisar ist ein archäologisches Museum in der türkischen Provinzhauptstadt Afyonkarahisar. Es zeigt Fundstücke von der Kupfersteinzeit  über hethitische, römische und phrygische Zeit bis in die osmanische Epoche.

## Geschichte
In den 1920er Jahren, in den Anfangsjahren der türkischen Republik, wurde auf Anregung der Asar-ı Atika Muhipleri Cemiyeti (Gesellschaft der Liebhaber antiker Werke) ein Lager für archäologische Funde und Monumente in der Gedik-Ahmet-Pascha-Medrese eingerichtet. Auf Initiative des Lehrers Süleyman Gönçer, der Vorsitzender der Gesellschaft war, wurde die Medrese 1931 offiziell zum Museum erklärt. 1933 wurde das Museum zum zehnten Jahrestag der Republikgründung eröffnet und Süleyman Gönçer zum Direktor ernannt. Da die Anzahl der Sammlungsobjekte stieg und das Museum sowohl archäologische als auch islamische Artefakte beinhaltete, wuchs der Platzbedarf stetig. Infolgedessen wurde es 1971 ein Gebäude an der Kurtuluş Caddesi 96 verlagert, das die Museumsdirektion für Afyonkarahisar beherbergte. In der Gedik-Ahmet-Pascha-Medrese wurde ein Museum für islamische Kunstwerke eingerichtet, das 1978 bis 1994 renoviert wurde, 1996 aber schließen musste, da sich Feuchtigkeitsschäden am Gebäude nicht mehr reparieren ließen. 2023 wurde ein neues Museum unter dem Namen Afyonkarahisar Müzesi am Turgut Özal Bulvarı Nr. 28 eröffnet.

## Sammlung
Die Ausstellungsstücke stammen zu großen Teilen aus eigenen Grabungen des Museums in der Umgebung. Die ältesten Stücke sind kupferzeitliche Keramikobjekte aus der Höhle von Kaklık. Aus der Bronzezeit stammen Objekte wie große Grabgefäße vom hethitischen Friedhof von Yanalar. Ebenfalls hethitischer Herkunft sind eine Bronzefigurine aus Ahurhisar und eine Stele aus Kocaoğuz. Skulpturen aus phrygischer und römischer Zeit kommen unter anderem aus İscehisar, Apameia und Synnada, wo auch Münzen gefunden wurden. Eine große Anzahl Statuen, die Mitglieder der griechisch-römischen Götterwelt darstellen, kam am Kovalık Höyük bei Çavdarlı zu Tage. Im Außenbereich des Museums sind weitere Steinmonumente, darunter auch osmanische Grabstelen, ausgestellt. Im Museum werden Reste einer ausgemalten hölzernen Grabkammer der Achämenidenzeit aus dem Tumulus von Tatarlı aufbewahrt, die demnächst in einem neuen Museum präsentiert werden sollen.
Im Jahr 2019 verfügte das Museum über 44.383 Ausstellungsobjekte, davon 13.286 archäologische und 4484 ethnologische Objekte, 26.252 Münzen sowie 59 Bücher und Dokumente.

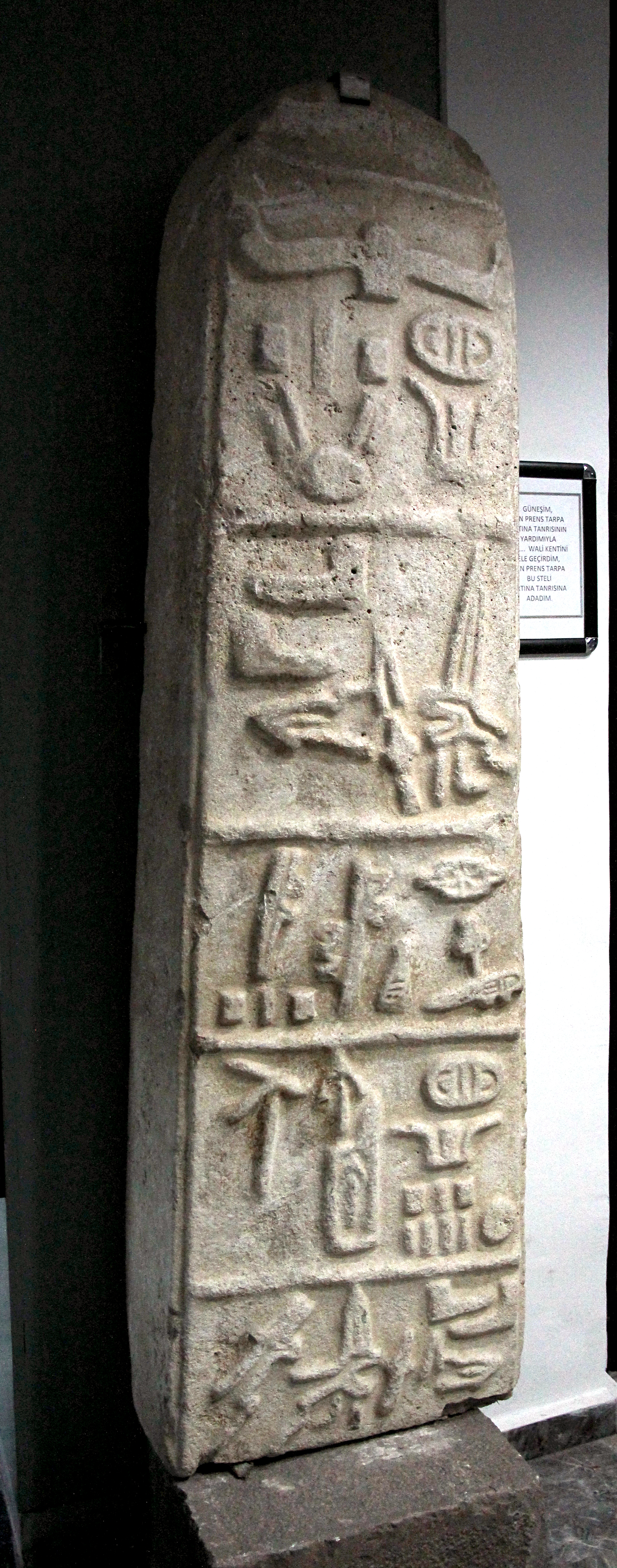
Stele von Kocaoğuz
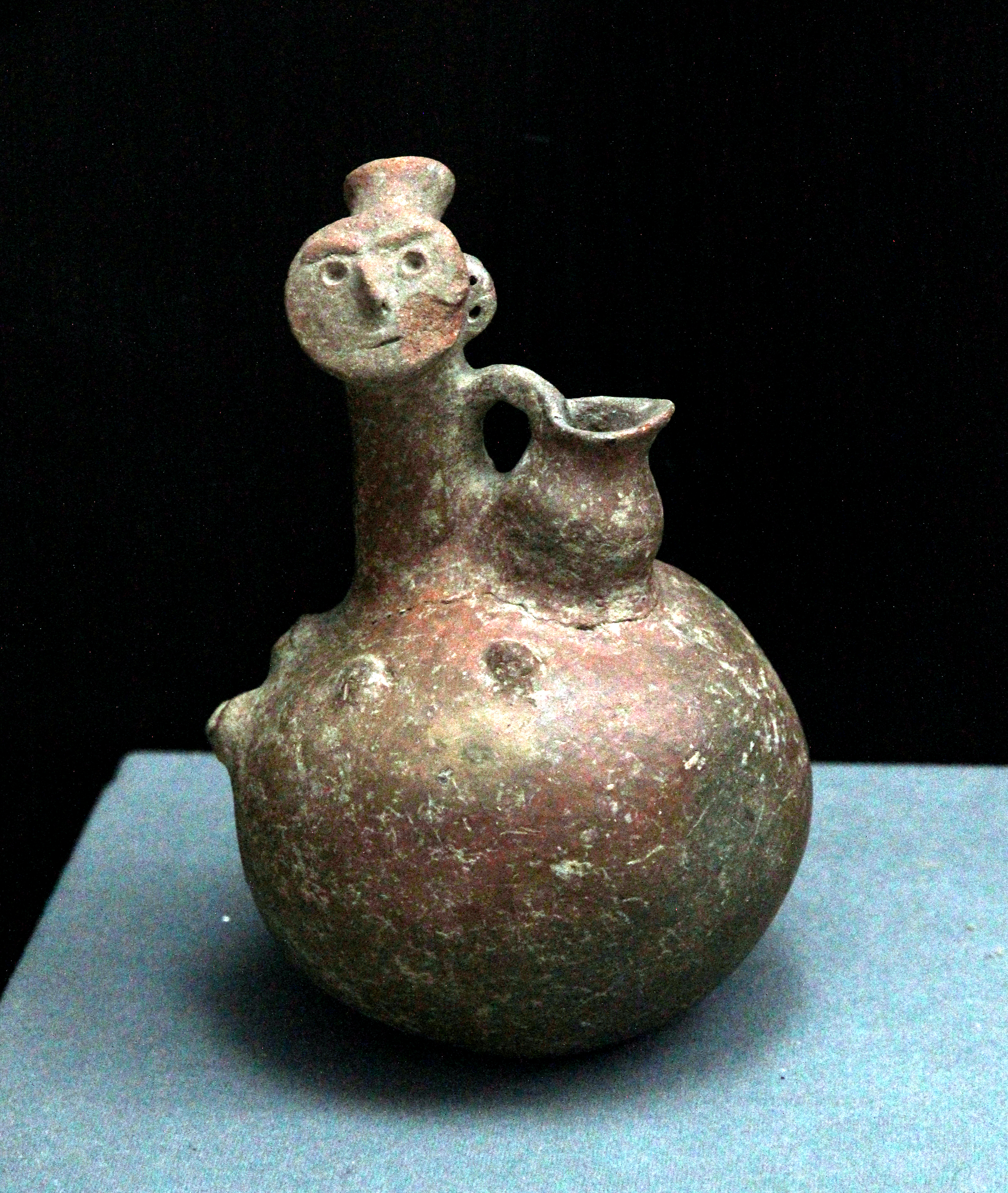
Frühbronzezeitliche Figurine
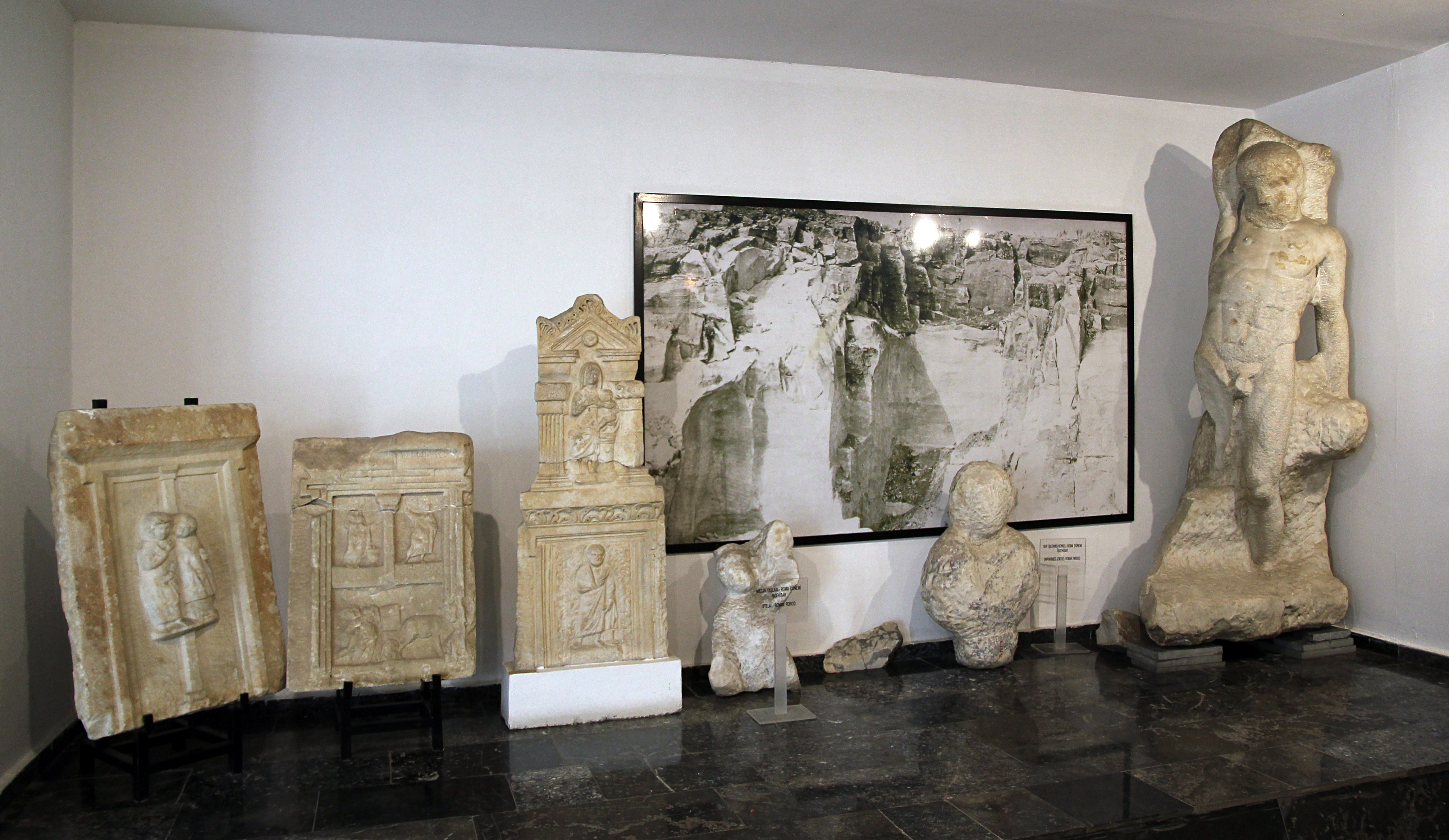
Skulpturen aus İscehisar
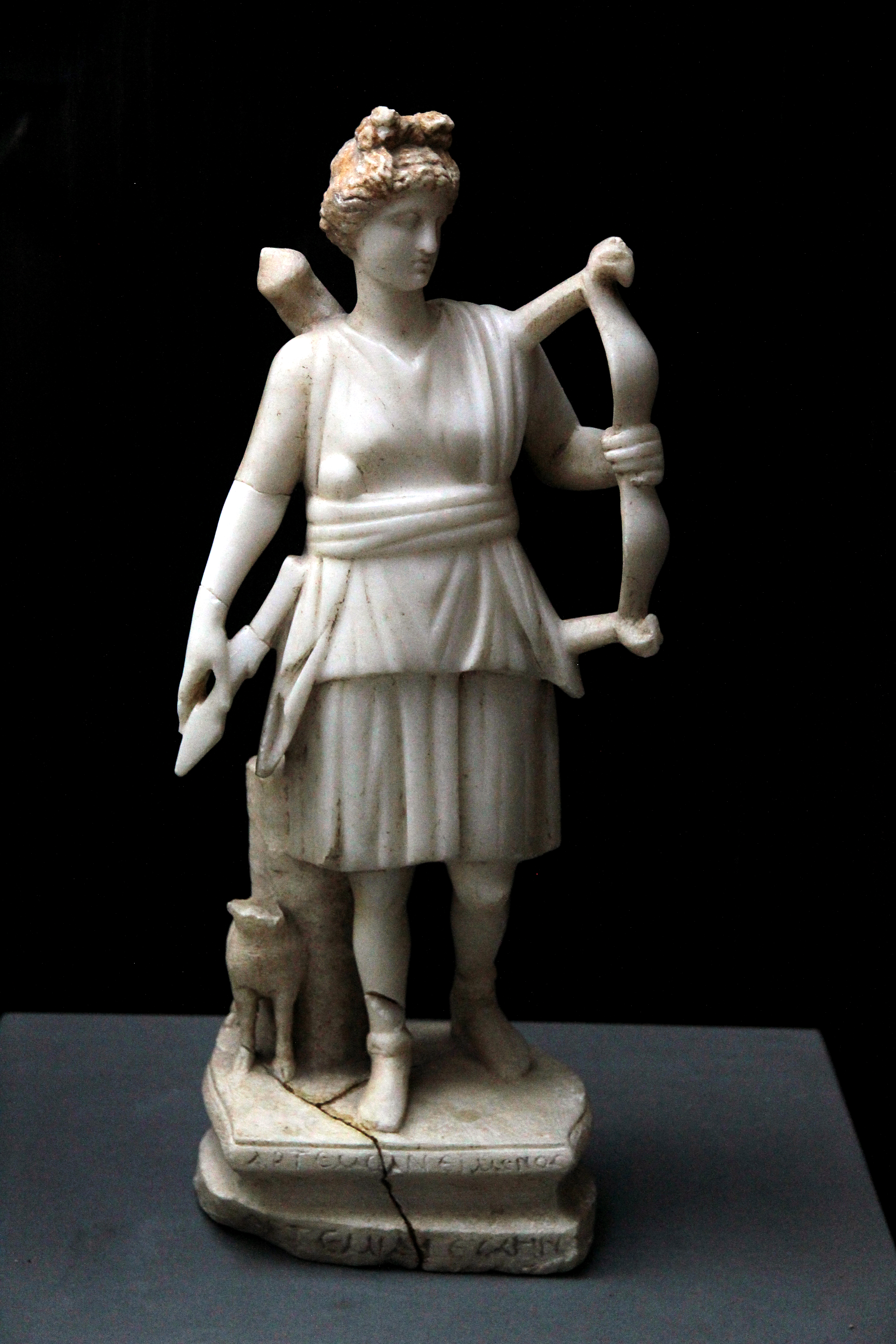
Statue der Artemis
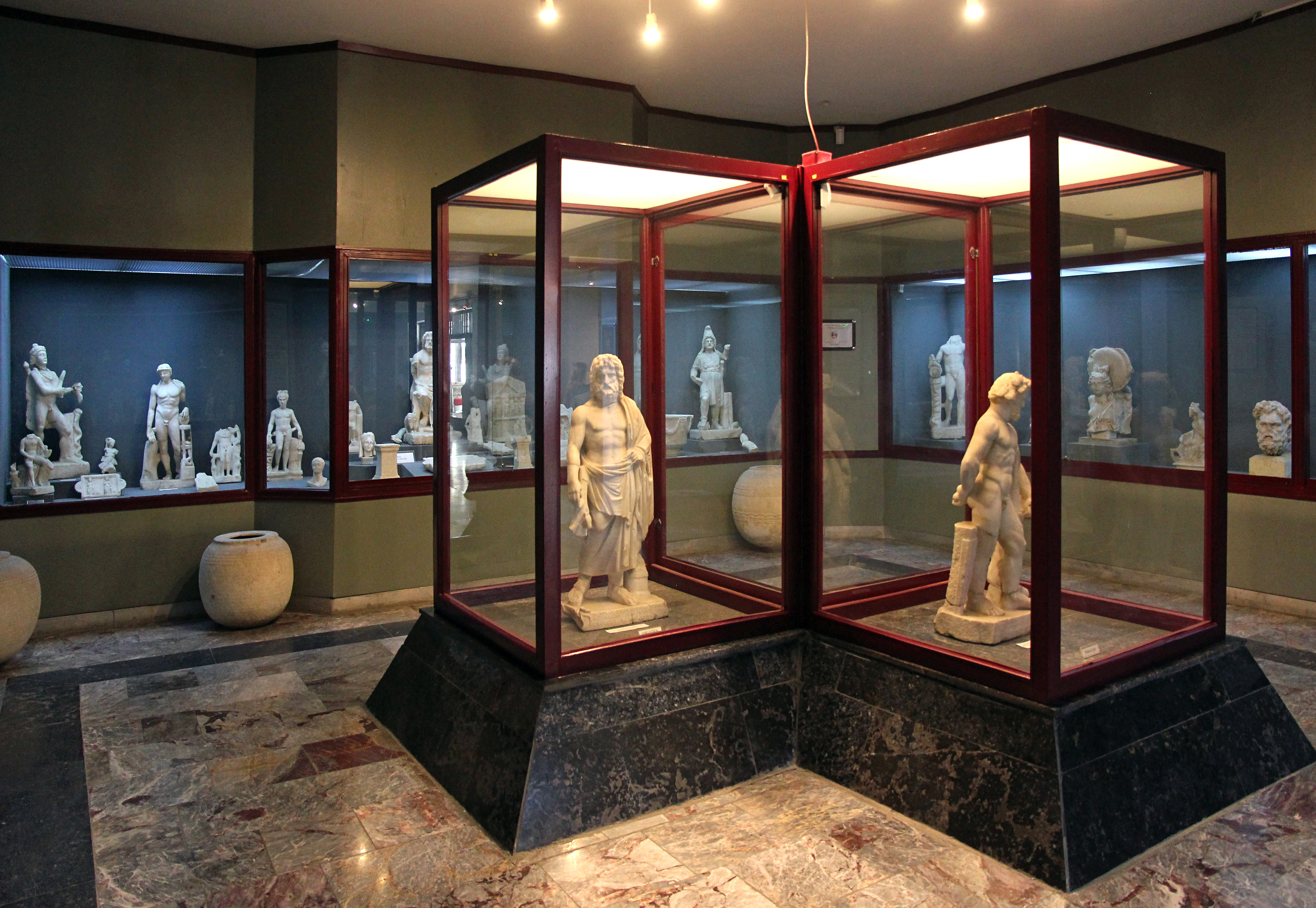
Skulpturen aus Kovalık